# Meryem Benoua
Meryem Benoua, née en 1994 à Casablanca, est une personnalité médiatique, humoriste et stand-uppeuse française.
Invitée dans un épisode de l'émission C'est mon choix en 2017, elle y prononce la phrase « Je suis pas venue ici pour souffrir, ok ? », dont le ton et le comique provoquent un buzz sur Internet, ce qui lui vaut une célébrité médiatique instantanée.
Elle exploite cette dernière afin de lancer une carrière d'humoriste et stand-uppeuse, fréquentant par suite diverses scènes de festivals d'humour et comedy clubs.

## Biographie

### Enfance, jeunesse et formation
Meryem Benoua est née à Casablanca d'un père franco-russe et d'une mère marocaine,. Ces derniers décident de s'établir à Lyon alors que leur fille a 10 ans.
Elle a suivi durant sa jeunesse des cours de théâtre. Aussi, elle fera par la suite des représentations avec une troupe de stand-up lyonnaise.
Concernant son cursus universitaire, la française se dirige vers une licence de droit et compétences qu'elle n'a pas terminée,.
Elle devient par la suite commerciale itinérante

### «Buzz»autour de sa petite phrase (2017)
En mars 2017, elle est invitée dans l'émission C'est mon choix sur Chérie 25 à l'occasion d'un épisode sur les phobies insolites,. Lorsque l'animatrice Évelyne Thomas lui propose d'affronter la sienne, à savoir la peur des cafards, Meryem Benoua, fébrile et apeurée, prononce la phrase suivante : « Je suis pas venue ici pour souffrir, ok ? »,. À la suite de la mise en ligne sur la plateforme YouTube de l'épisode, la séquence est rapidement repérée de par le comique de situation généré avec sa réaction épidermique, isolée puis massivement visionnée sur les réseaux sociaux, faisant l'objet de nombreuses reprises et parodies. La petite phrase devient virale, conférant à son autrice une soudaine notoriété,. Cette phrase « culte » est qualifiée de « phénomène du web » par Slate, et sera un des mèmes Internet français les plus populaires de la décénnie 2010,.
À la suite de ce buzz, elle dépose sa phrase à l'INPI, et se fait succintement appeler Meryem Croft,. La néo-célébrité est invitée dans le programme people Le Mad Mag sur NRJ 12 et dans l'émission Touche pas à mon poste ! sur C8,.

### Carrière de stand-up
Subséquemment, Meryem Benoua s'installe à Paris dans l'objectif de mener une carrière d'artiste. Ainsi, elle effectue des passages sur des scènes de la capitale, tout en postant régulièrement des contenus sur les réseaux sociaux en parallèle.
À l'été 2021, elle est à l'affiche du festival d'humour de Collioure parrainé par Mathieu Madénian. En septembre sort le film Les Méchants où l'humoriste joue le rôle d'une youtubeuse beauté.
En 2022, la stand-uppeuse intègre la scène de Génération Paname diffusée sur France 2. Elle fait aussi partie du plateau d'humoristes de l'IMA Comedy club. À partir de cette année-là, Meryem Benoua est régulièrement invitée au sein de l'émission Vendredi tout est permis diffusée sur TF1. Toujours en 2022, elle est aussi au casting d'une édition spéciale TikTok de l'émission LOL : qui rit, sort !.
En 2023, la jeune femme rejoint la troupe du Jamel Comedy Club,. Ce dernier organise en septembre un gala caritatif à Trappes en soutien au peuple marocain victime du séisme d'Al Haouz où elle est à l'affiche,.
En 2024, elle prend part à l'émission Les masters du rire sur NRJ12, ainsi qu'au Téva comedy show et au Montreux Comedy Festival.

## Filmographie

### Cinéma
- 2021 : Les Méchants de Mouloud Achour et Dominique Baumard

## Émissions de télévision

### Participations
- Depuis 2022 : Vendredi tout est permis sur TF1